# Majorstuen (metropolitana di Oslo)
Majorstuen è una stazione della metropolitana di Oslo situata nell'omonimo quartiere.
Si tratta di una delle sei stazioni ad essere situata su tutte e cinque le linee del locale sistema metroviario tramite il cosiddetto tunnel comune, insieme alle altre stazioni Nationaltheatret, Stortinget, Jernbanetorget, Grønland e Tøyen. Majorstuen giace proprio all'uscita del suddetto tunnel, dunque è l'unica di queste sei stazioni a non essere sotterranea.
Secondo una stima del 2015, è il secondo maggiore snodo dei trasporti pubblici di Oslo, con 30 milioni di salite e discese all'anno.
La stazione aprì il 31 maggio 1898 come capolinea della ferrovia Holmenkollbanen (oggi parte della linea 1) e rimase tale fino a quando nel 1912 venne inaugurata la Smestadbanen, oggi nota come Røabanen nonché parte della linea 2. Nel 1928 divenne invece operativo l'Undergrunnsbanen, che collegava Majorstuen alla stazione Nationaltheatret. Quando poi iniziarono i lavori per la costruzione della metropolitana, la vecchia stazione fu demolita e nel 1930 fu costruito l'attuale Majorstuhuset, edificio progettato da Kristofer Lange che si affaccia sulla stazione sovrastando il tunnel.
Dispone di tre binari e due piattaforme principali, una di fronte all'altra.
Nei pressi della stazione della metropolitana è presente anche la Majorstuen holdeplass, fermata della rete tranviaria di Oslo.